# La Liberté des mers
La Liberté des mers est un recueil de poèmes en prose écrits entre 1947 et 1955 à l'abbaye de Solesmes par le poète français Pierre Reverdy.

## Situation
En 1926, à l'âge de 37 ans, Pierre Reverdy choisit de se retirer dans l'abbaye de Solesmes, où il écrit toujours des poèmes, envoyés à Paris grâce à des visiteurs tels que André Breton ou Pablo Picasso. Pendant l'Occupation, des soldats allemands s'installent dans l'abbaye, dans des chambres attenantes à celles de Reverdy, ce qui le révulse, mais il choisit de ne pas écrire de poésie engagée (tel Paul Éluard et Robert Desnos), car « on ne peut pas être à la barricade et chanter la barricade ». Plus encore, il décide alors de ne plus écrire de poèmes. Mais à partir de 1945, il se sent à nouveau inspiré et entre dans les débats poétiques de son époque, pour lesquels il écrira ses essais Circonstances de la Poésie ou encore Cette émotion appelée poésie. Puis, à partir de 1947, il se remet à l'écriture de poèmes, en entamant en même temps les recueils Au soleil du plafond et La Liberté des mers.

## Publication
Reverdy a achevé en 1955 l'écriture de son recueil, destiné aux éditions Maeght. Il faudra pourtant attendre 1959, quelques mois avant la mort du poète, pour la publication du recueil, accompagné d'illustrations de Georges Braque.

## Éditions
- La Liberté des mers, Paris, éditions Maegt, accompagné de lithographies de Georges Braque, 1959
- La Liberté des mers, Sable mouvant et autres poèmes, Paris, Flammarion, 1978
- Sable mouvant et autres textes, Paris, Gallimard, coll. « Poésie », 2008

## Poèmes du recueil
- La Liberté des mers
- Faux site
- Mirage
- Toujours la route
- Souffle
- La trame
- La rive noire
- Le bonheur des mots
- Sur la fin
- Repos
- Nocturne
- L'or du temps
- Profil céleste
- L'esprit dehors
- Le nom de l'ombre
- Sans entrer
- Clair mystère
- Dernière marque
- Bon juge
- Tard dans la vie